# Lamberto di Toscana
Lamberto di Toscana, o di Tuscia (IX secolo – 932 circa), conte e duca di Lucca, fu marchese di Toscana dal 929 al 931.

## Biografia
Lamberto fu il secondogenito di Adalberto II di Toscana, appartenente alla stirpe dei Bonifaci, e di Berta di Lotaringia (863-925), appartenente alla stirpe dei Carolingi e figlia di Lotario II di Lotaringia. Succedette alla morte di suo fratello maggiore, Guido, avvenuta nel 928 o nel 929 senza lasciare eredi, come conte e duca di Lucca e margravio di Toscana.
Nell'anno 931, prima del 17 ottobre, Ugo di Arles, re d'Italia, rimosse Lamberto, e dette la Toscana e i possessi familiari di Lucca a suo fratello, Boso. Ugo era fratellastro di Guido e Lamberto, in quanto ebbero la stessa madre. Quando Guido morì, Ugo ne sposò la vedova, Marozia, senatrice ed esponente della potente famiglia di origine longobarda dei Tuscolo. Furono uniti in matrimonio, a Roma, dal papa Giovanni XI, figlio di Marozia e del defunto papa Sergio III.